# Trachylepis mekuana
Espèce
Synonymes
- Mabuya mekuana Ineich & Chirio, 2000

Trachylepis mekuana est une espèce de sauriens de la famille des Scincidae.

## Répartition
Cette espèce est endémique du Cameroun. Elle se rencontre sur le mont Bamboutos et dans le massif de Bali-Ngemba adjacent.

## Publication originale
- Ineich & Chirio, 2000 : Description d'un nouveau scincidé endémique des montagnes du Cameroun (Lacertilia: Mabuya mekuana). Bulletin de la Société zoologique de France, vol. 125, no 3, p. 185-196.